# Modunga palpigera
Modunga palpigera är en fjärilsart som beskrevs av Walker 1863. Modunga palpigera ingår i släktet Modunga och familjen nattflyn. Inga underarter finns listade i Catalogue of Life.